# Барсуков, Евгений Юрьевич
Евгений Юрьевич Барсуков (бел. Яўген Юр’евіч Барсукоў; род. 5 июля 1990, Гомель) — белорусский футболист, нападающий клуба «Гомель».

## Клубная карьера
Воспитанник гомельского футбола, первая школа — ГГОО «СК „Спартак“». Играет на позиции центрального нападающего и инсайда.
Евгений дважды становился лучшим бомбардиром юношеского первенства страны (2004 год — 26 мячей в 20 матчах, 2005 год — 28 мячей в 20 матчах). Первый матч за основную команду ФК «Гомель» провел в 17 лет — против брестского «Динамо» (2:0) в апреле 2008-го. В сезоне 2008 года сыграл за первую команду 5 матчей, параллельно продолжая играть за дубль, где отыграл 24 игры и забил 8 голов. В 2009 году по-прежнему находился на рубеже основной и дублирующей команды — за основу провел 4 игры, мячей не забил, за дубль сыграл 19 игр, забил 8 мячей. После вылета «Гомеля» в первую лигу был переведен в первую команду.
В сезоне 2010 года провел за «Гомель» 19 матчей, в большинстве из них появляясь на поле с замены. За эти матчи Барсуков провел на поле всего 497 минут, что составляет чуть более 26 минут за игру, забил 3 гола и отдал 2 голевые передачи. 30 декабря 2010 года продлил контракт с гомельским клубом ещё на 1 год. Тем не менее, на Барсукова, как на игрока основного состава в «Гомеле» уже не рассчитывали и игроку активно искали арендные варианты. 13 января 2011 года Барсуков отправился на просмотр в могилевский «Днепр», который не завершился заключением арендного соглашения.
1 марта 2011 года Евгений Барсуков был отдан в аренду до конца сезона речицкому «Ведричу», выступающему в Первой Лиге. В Речице Женя стал полноправным игроком основы. В 2011 году он сыграл за «Ведрич» 29 матчей, провел на поле 2294 минут и забил 6 голов. По окончании сезона его аренда в речицком клубе была продлена ещё на 1 сезон.
В сезоне 2012 года продолжал оставаться важным игроком клуба, сыграв 24 матча и забив 9 мячей. По окончании сезона вместе со своим одноклубником Егором Хаткевичем отправился на просмотр в свой родной клуб, но в отличие от Егора, его смотрины подписанием контракта не увенчались и Барсуков снова вернулся в «Ведрич-97». В сезоне 2013 года сыграл за клуб 9 матчей, забил 3 гола. В последнем поединке за клуб отметился дублем, после чего уехал на очередной просмотр в «Гомель».
1 июля 2013 года подписал контракт с «Гомелем». 14 июля 2013 года сыграл первую встречу за свой клуб, выйдя на замену вместо Михаила Афанасьева в перерыве матча с минским «Динамо». Тем не менее, дебют не удался и спустя полчаса игры Евгений был заменен. Спустя несколько дней снова вернулся в «Ведрич». В 2014 году помог речицкому клубу, изменившему название на «Речица-2014», занять 5-е место в Первой лиге. Впоследствии перешёл в «Гомельжелдортранс» в связи с финансовыми проблемами клуба.
Вначале 2016 года проходил просмотр в «Витебске», но безуспешно. Через некоторое время присоединился к «Гомелю». В сезоне 2016 с десятью годами стал лучшим бомбардиром команды и помог ей одержать победу в Первой лиге. В декабре 2016 года продлил контракт с «Гомелем». В первой половине сезона 2017 преимущественно выходил на замену.
В июле 2017 года покинул гомельский клуб и стал игроком могилёвского «Днепра», где закрепился в стартовом составе. В январе 2018 года продлил контракт с клубом.
В декабре 2018 года стал игроком «Смолевичей». В 2019 году стал серебряным призёром Первой лиги и третьим бомбардиром турнира (15 голов). В январе 2020 года продлил контракт с клубом.
В июне 2020 года перешёл в мозырскую «Славию». В декабре 2023 года футболист покинул мозырский клуб.
В январе 2024 года футболист стал игроком «Гомеля».

## Карьера в сборной
Выступал за юношескую сборную Беларуси (U17, U19), в общей сложности сыграл 30 матчей и забил 7 голов. В 2010 году играл за молодёжную сборную страны, провёл 4 матча.